# リャザン空挺軍大学
リャザン空挺軍大学（りゃざんくうていぐんだいがく、Рязанский институт Воздушно-десантных войск）は、ロシア連邦モスクワ州リャザン市に位置する、空挺軍将校を養成する為のロシア連邦軍の教育機関（士官学校）。前身は、1918年に設置された労農赤軍第1リャザン・ソビエト歩兵指揮要員課程である。

## 歴史
- 1918年11月12日 - 革命軍事会議令により、第1リャザン・ソビエト歩兵指揮要員課程が編成完結
- 1920年12月31日 - リャザン歩兵学校（школа）に改称
- 1943年11月12日 - 戦闘赤旗勲章を授与
- 1958年8月17日 - リャザン高等諸兵科共通指揮学校に改編
- 1959年3月4日 - アルマ・アタ空挺学校と統合
- 1964年3月23日 - リャザン高等空挺指揮学校に改称
- 1968年2月22日 - 赤旗勲章（2回目）、名誉称号「レーニンのコムソモール」を授与
- 1996年11月12日 - 名誉称号「ワシーリー・フィリッポヴィッチ・マルゲロフ上級大将」を授与
- 1998年8月29日 - リャザン空挺軍大学に改称
- 2004年12月31日 - リャザン高等空挺指揮学校に改称

## 組織
- 戦術科
- 戦術・特殊訓練科
- 日常活動・戦闘訓練法科
- 兵器・射撃科
- 人道・社会経済規律科
- 空挺訓練科
- 部品・修理科
- 運用・運転科
- 装輪科
- 外国語科
- 体育・スポーツ科
- 高等数学・理論工学、応用工学・作図科

## 歴代校長
| 代     | 氏名                         | 任期           |
| ------ | ---------------------------- | -------------- |
| 初代   | イワン・トロイツキー         | 1918年〜1919年 |
| 第2代  | ニコライ・ドモジロフ         | 1919年〜1920年 |
| 第3代  | イワン・オラエフスキー       | 1921年         |
| 第4代  | ゲオルギー・ピナエフ         | 1922年         |
| 第5代  | アレクサンドル・ゴリャチコ   | 1926年         |
| 第6代  | ワレンチン・セマシュコ       | 1929年         |
| 第7代  | ピョートル・チホミロフ       | 1931年         |
| 第8代  | イワン・ポドシワロフ         | 1931年〜1932年 |
| 第9代  | ワシーリー・ヴィノグラドフ   | 1932年〜1939年 |
| 第10代 | ミハイル・ガルズスキー       | 1940年〜1946年 |
| 第11代 | ピョートル・ラシチェンコ     | 1946年〜1950年 |
| 第12代 | ヴィクトル・ヴィズジリン     | 1950年〜1952年 |
| 第13代 | セルゲイ・サヴチェンコ       | 1952年〜1959年 |
| 第14代 | アレクサンドル・レオンチェフ | 1959年〜1965年 |
| 第15代 | アレクサンドル・ポポフ       | 1965年〜1968年 |
| 第16代 | オレグ・クリシェフ           | 1968年〜1970年 |
| 第17代 | アレクセイ・チクリゾフ       | 1970年〜1984年 |
| 第18代 | アリベルト・スリュサリ       | 1984年〜1995年 |
| 第19代 | ワレーリー・シチェルバク     | 1995年〜2001年 |
| 第20代 | ウラジーミル・クリムスキー   | 2001年〜2008年 |
| 第21代 | ウラジーミル・ルゴヴォイ     | 2008年〜2009年 |
| 第22代 | アンドレイ・クラソフ         | 2010年〜2012年 |
| 第23代 | アナトリー・コンツェヴォイ   | 2012年〜現在   |

## 主な出身者
- パーヴェル・グラチョフ - 元国防相
- アレクサンドル・レベジ - 元安全保障会議書記
- ユヌス＝ベク・エフクロフ - 第3代イングーシ共和国大統領
- アナトリー・ビビロフ - 第4代南オセチア共和国大統領
- セルゲイ・ハリトーノフ - PRIDEを主戦場に活躍する総合格闘家